# الدوري التركي لكرة القدم للسيدات 2011–12
الدوري التركي لكرة القدم للسيدات 2011–12 هو موسم من الدوري التركي لكرة القدم للسيدات ‏. فاز فيه Ataşehir Belediyespor ‏.